# جزيرة كريسماس
جزيرة كريسماس (بالإنجليزية: Christmas Island) هي منطقة صغيرة غير ذاتية الحكم تتبع أستراليا. تقع الجزيرة في المحيط الهندي على بعد 2360 كلم من شمال غرب مدينة بيرث في أستراليا الغربية، و 500 كلم من جنوب مدينة جاكرتا في إندونيسيا. يقارب عدد سكانها 1600 نسمة، يتركزون في مناطق الاستقرار في الحافة الشمالية من الجزيرة حيث تقع العاصمة فلاينغ فيش كوف. لها طوبوغرافيا طبيعية فريدة، وتثير اهتمام العلماء لكثرة الأحياء النباتية والحيوانية التي تنمو بعزلة وبدون تدخل البشر. مساحتها 135 كم2. لعزلة هذه الجزيرة قام سلاح الجو البريطاني بتجربة سلاحه النووي بمنطقة قريبة منها في 15 مايو 1957.

## التاريخ
جزيرة كريسماس عين يوم عيد الميلاد 1643 من قبل الكابتن وليام Mynors، قبطان أحد السفن، أول هبوط وسجل وليام في 1688.لقرنين من الزمان القادم القليل من الاهتمام هو مبين في الجزيرة نظرا لالوعرة في الساحل.
بعد اكتشاف رواسب الفوسفات في الجزيرة كانت بريطانيا التي ضمتها في 1888.
جزيرة عيد الميلاد احتلت القوات اليابانية من آذار / مارس 1942 حتى نهاية الحرب العالمية الثانية في عام 1946 وأصبح الاعتماد من سنغافورة.
وبموجب اتفاق مع المملكة المتحدة بنقل السيادة إلى كومنولث أستراليا في 1 تشرين الأول / أكتوبر 1958 بموجب قانون جزيرة عيد الميلاد لعام 1958.

## السياسة
يعقد كل عامين ونصف الأعضاء الترشح للانتخابات ؛ الأخير الذي عقد في 17 تشرين الأول 2009 (المقبل الذي سيعقد في عام 2011)
مجلس شاير (9 مقاعد، وأعضاء منتخبين بالاقتراع الشعبي المباشر لمدة أربع سنوات)

### الهجرة
تعتبر الجزيرة مهرب هام للاجئين السياسيين في العالم وقد انشا فيها حديثا مباني تكفي لايواء 1200 لاجيء سياسي اعترضت البحرية الأسترالية السفينة التي كان يستقلها هؤلاء الأشخاص قبالة سواحل جزيرة كريسماس التي تقع على بعد 2600 كم شمال غرب مدينة بيرث عاصمة ولاية أستراليا الغربية.
اثارت المعارضة مخاوف من أن تشجع سياسات حماية الحدود التي تطبقها حكومة رود المزيد من الأشخاص على القدوم إلى أستراليا على متن سفنا لطلب اللجوء السياسى حيث تطبق الحكومة منهجا أكثر إنسانية تجاه حماية الحدود حيث قامت بتخفيف قواعد الاحتجاز الاجبارى والغاء التأشيرات المؤقتة الممنوحة لطالبى اللجوء السياسى.

## الجغرافية والمناخ
الجزيرة هي قمة جبل من غواصة، وهو ارتفاع حاد إلى الهضبة الوسطى التي تهيمن عليها من مواقف والغابات المطيرة.الهضبة تصل إلى مرتفعات تصل إلى 361 متر المنحدرات الحادة على طول الساحل ترتفع فجأة إلى الهضبة الوسطى ويتكون أساسا من الحجر الجيري مع طبقات من الصخور البركانية.الجزيرة 80 كيلومترا تقريبا هو ساحل البحر المنحدر المستمر في الارتفاع تتراوح ما يصل إلى 20 مترا. وهناك ثلاثة عشر أماكن وقوع في يفسح الطريق لجرف الضحلة والخلجان الصغيرة والشعاب المرجانية والشواطئ الرملية. أكبر من هذه الخلجان أشكال الجزيرة في ميناء الطائر السمكية كوف.الجزيرة التي تحيط به من الشعاب المرجانية. وليس هناك عمليا أي الجرف الساحلية والبحر الشواقيل على عمق نحو 5000 متر داخل 200 متر من الشاطئ.
المناخ مداري ودرجات الحرارة تتراوح بين 21 درجة مئوية إلى 32 °C. الرطوبة نحو 80-90 وجنوب شرق الرياح التجارية لتوفير الطقس لطيفا أكثر من عام. ولكن، أثناء موسم الأمطار بين تشرين الثاني / نوفمبر ونيسان / أبريل، ومن الشائع لبعض نشاط العواصف تحدث إنتاج تورم في البحار في جميع أنحاء الجزيرة. ويبلغ متوسط هطول الأمطار 2,000 ملم في السنة.

### الحياة البرية

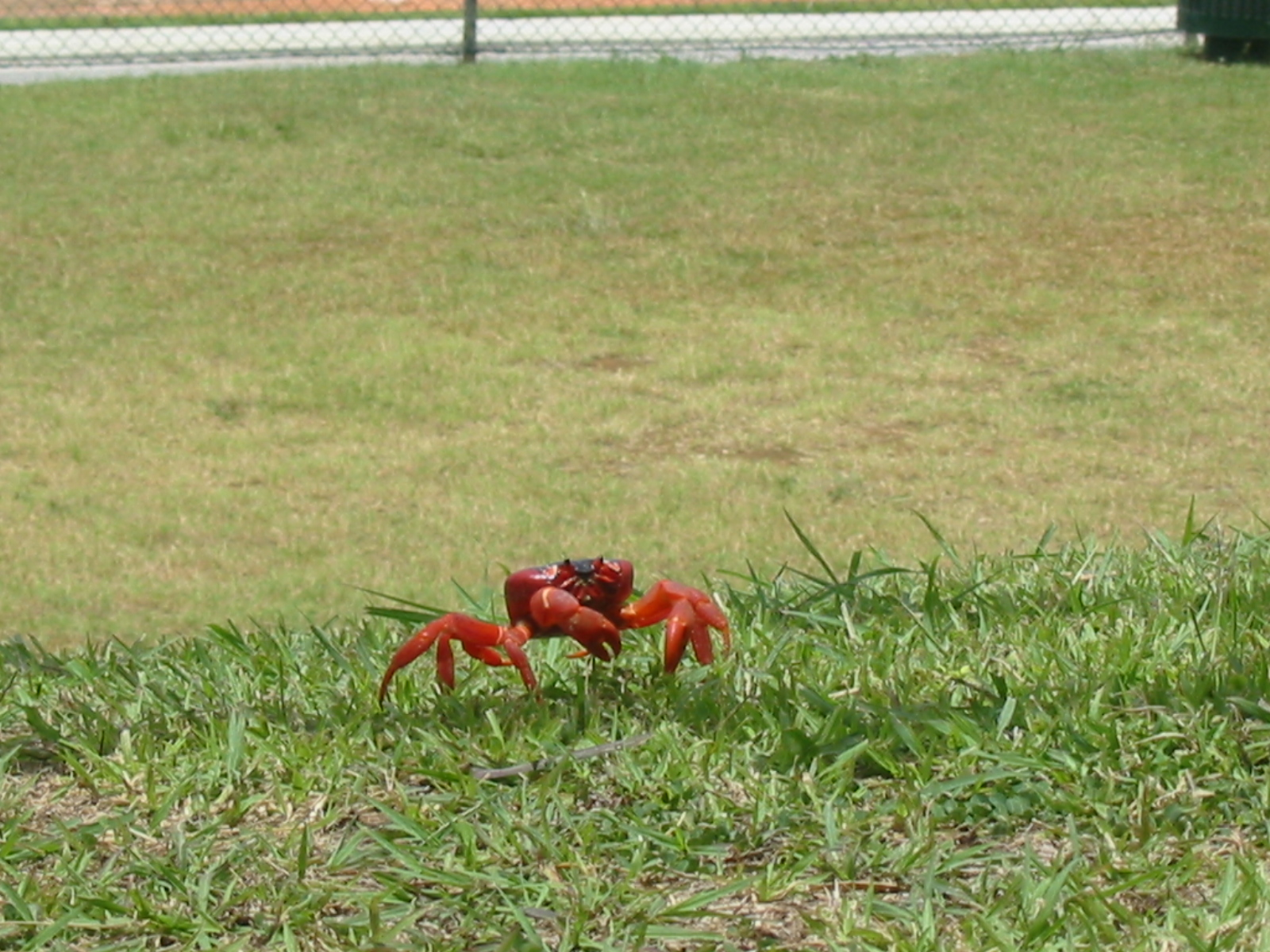
سرطان البحر الأحمر

أصبح من الأمور الذي اعتاد عليها سكان جزيرة الكريسماس هجرة سرطان البحر الأحمر في مدينتهم، حيث يقوم حوالي 120 مليون سلطعون الذين يقومون بالهجرة من البحر إلى المحيط مروراً بالغابة والمدينة خلال اسبوعين، وتكون مسيرة الهجرة على نفس طريقة والمنوال في كل عام.

## السكان
يقدر عدد السكان بالجزيرة بنحو 1493 نسمة في عام 2006. (المكتب الأسترالي للإحصاءات يقدر عدد السكان بـ 1508 نسمة وفقاً لتعداد عام 2001).
التركيبة العرقية للسكان تتكون من العرقيات الآتية:
- الصينية هي 70 ٪ (معظمهم هوكين)
- الأوروبية 20 ٪
- الملايو 10 ٪.

### الدين
أما عن العقائد المنتشرة في جزيرة عيد الميلاد فتشمل:
- البوذية 75 ٪
- المسيحية 12 ٪
- الإسلام 10 ٪
- عقائد أخرى 3 ٪

70 % صينيون (كانتونيون بشكل رئيسي)
20 % أوروبي
10 % ملاويون

## الأديان
زاولت على جزيرة كريستماس تَتضمن..
بوذيةً 75 %،
مسيحية 12 %،
إسلام 10 %
آخرون 3 %.

### اللغة
اللغة الإنجليزية هي اللغة الرسمية، ولكن يستخدم السكان أيضاً اللغات الصينية واللغة الملايو.
ويوجد من يتحدث العربية من المسلمين

## خدمات

### الاتصالات
يتم توفير خدمات الهاتف من تلسترا وتشكل جزء من الشبكة الأسترالية مع نفس رقم المفتاح أستراليا (08). استقبال الهاتف في أفضل حالاته على أسطح المباني. ويتم استقبال بعض شبكات الاتصال الأسترالية وكما انه تستقبل عدد من القنوات الأسترالية بسبب قربها من أستراليا

### النقل

#### الرحلات الجوية
هناك ثلاث رحلات أسبوعية إلى مطار جزيرة كريسماس من بيرث بغرب أستراليا، ورحلة أسبوعية من ماليزيا عن طريق الخطوط الجوية الماليزية.

## رموز وطنية

### الراية
علم الإقليم مقسم قطريا إلى مثلثين من أعلى جهة سارية العلم الجهة المقابلة، المثلث العلوي أخضر مع صورة باللون الأصفر لطائر البوصن الذهبي، والمثلث السفلي أزرق مع كويكبات الصليب الجنوبي (مجموعة من الكواكب تظهر في النصف الجنوبي للكرة الأرضية) وهي تمثل أستراليا، ويتوسط العلم قرص أصفر رسم عليها خريطة الجزيرة باللون الأخضر. ويستخدم علم أستراليا لأغراض رسمية.

## وصلات خارجية
- http://www.youtube.com/watch?v=YeIWZD6wp70